# BMW i8
La BMW i8 est une voiture de sport coupé 2+2 hybride rechargeable de grand tourisme du constructeur automobile allemand BMW. Le concept-car BMW Vision Efficient Dynamics est présenté au salon de l'automobile de Francfort (IAA) 2009, et la version de série lors de l'édition 2013. Elle fait partie, avec les BMW i3 et BMW i5, de la gamme BMW i de BMW.

## Historique
Au début des années 2000, BMW inaugure son programme Efficient Dynamics, et sa gamme électrique BMW i en 2008 :
- 2009 : concept-car BMW Vision Efficient Dynamics
- 2013 : BMW i3 (première voiture électrique  / hybride rechargeable de la marque)
- 2014 : BMW i8 de série (premier véhicule hybride rechargeable de série de la marque, avec moteur 3 cylindres essence 1,5 litre turbo de 231 ch + moteur électrique de 131 ch, au prix de 145 950 €)
- 2017 : léger restylage : apparition de volets sur la prise d'air du capot avant et du badge "coupé" sur le montant arrière pour marquer la différence avec le roadster.[réf. nécessaire]

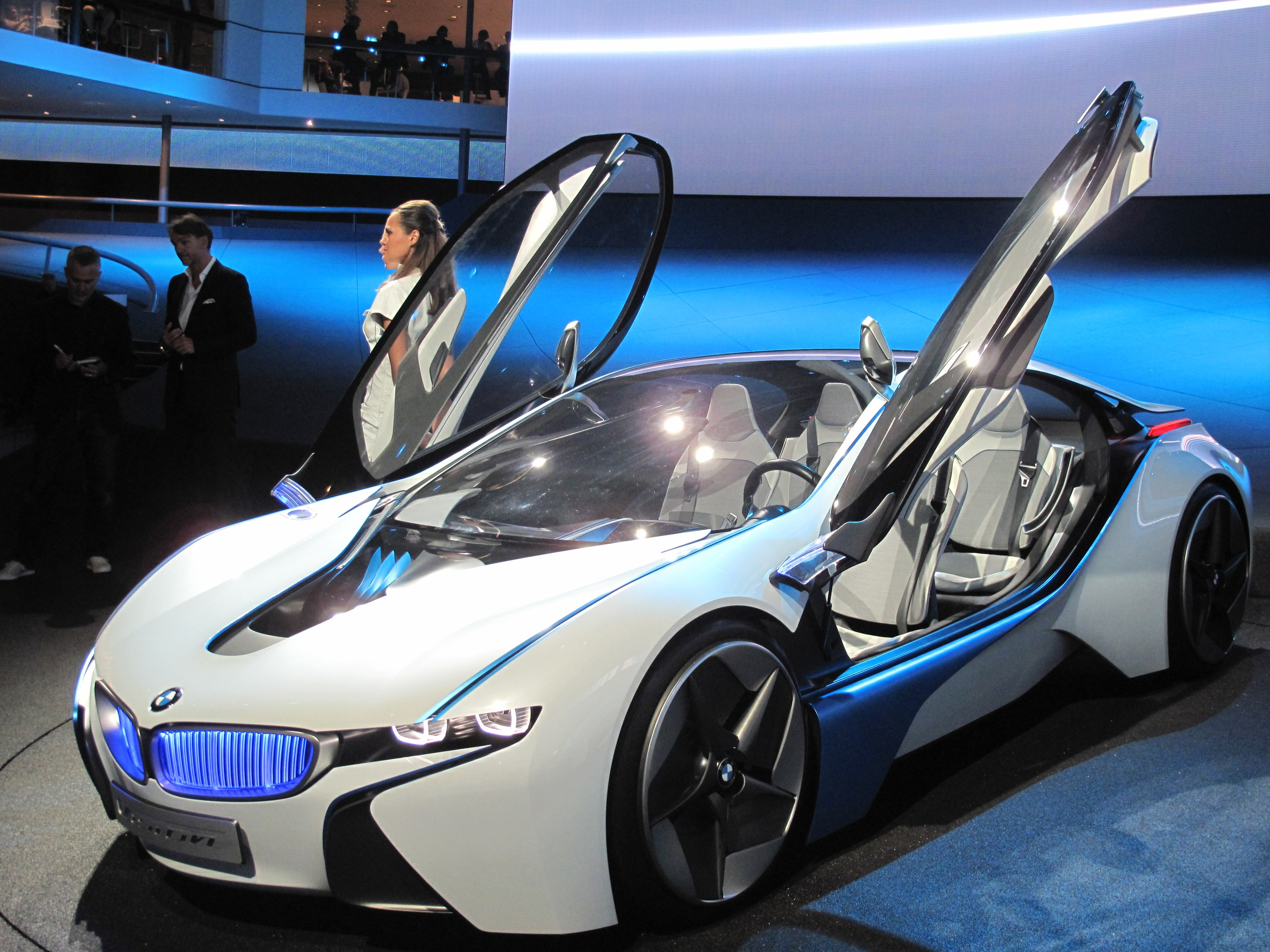
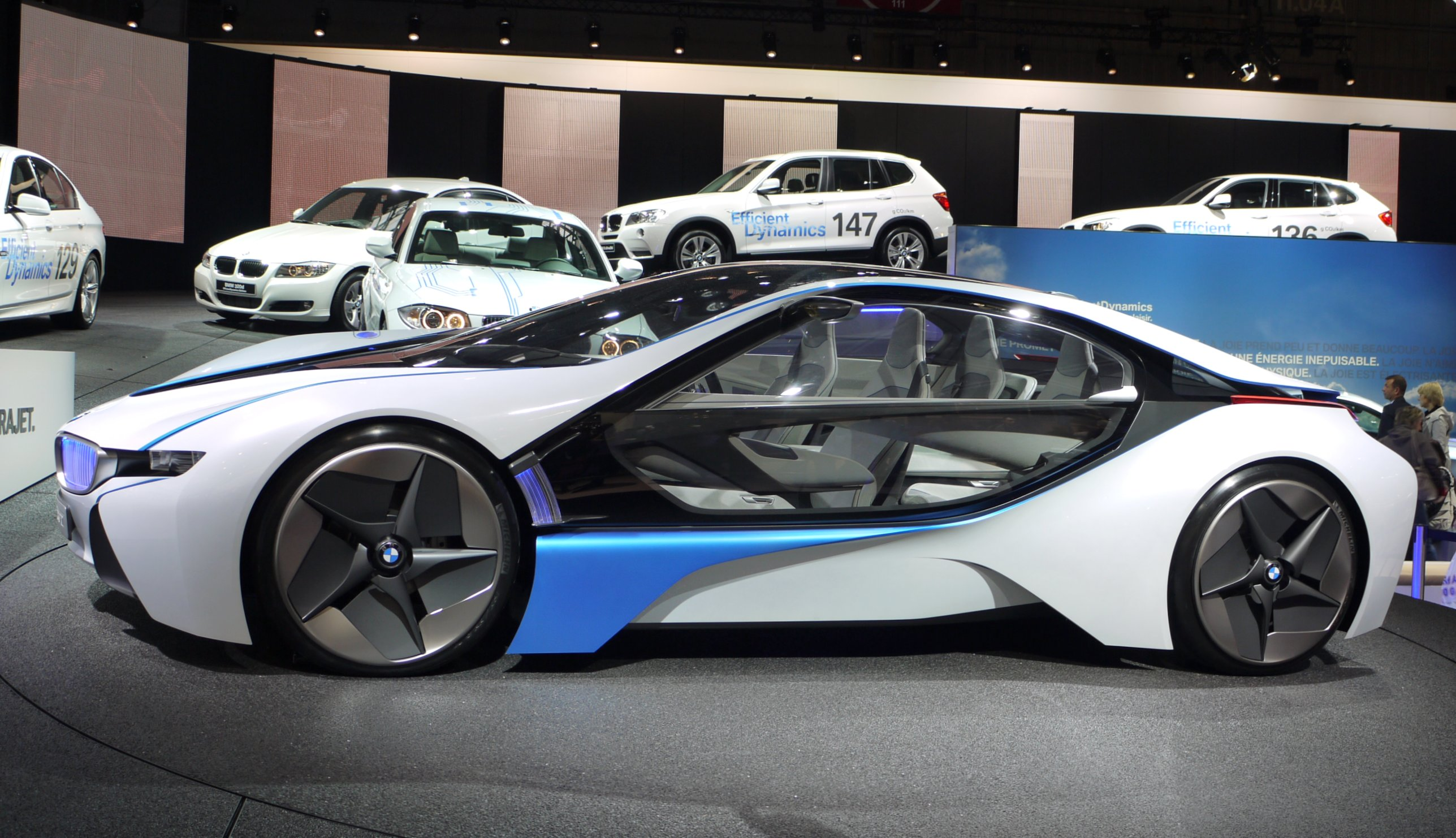
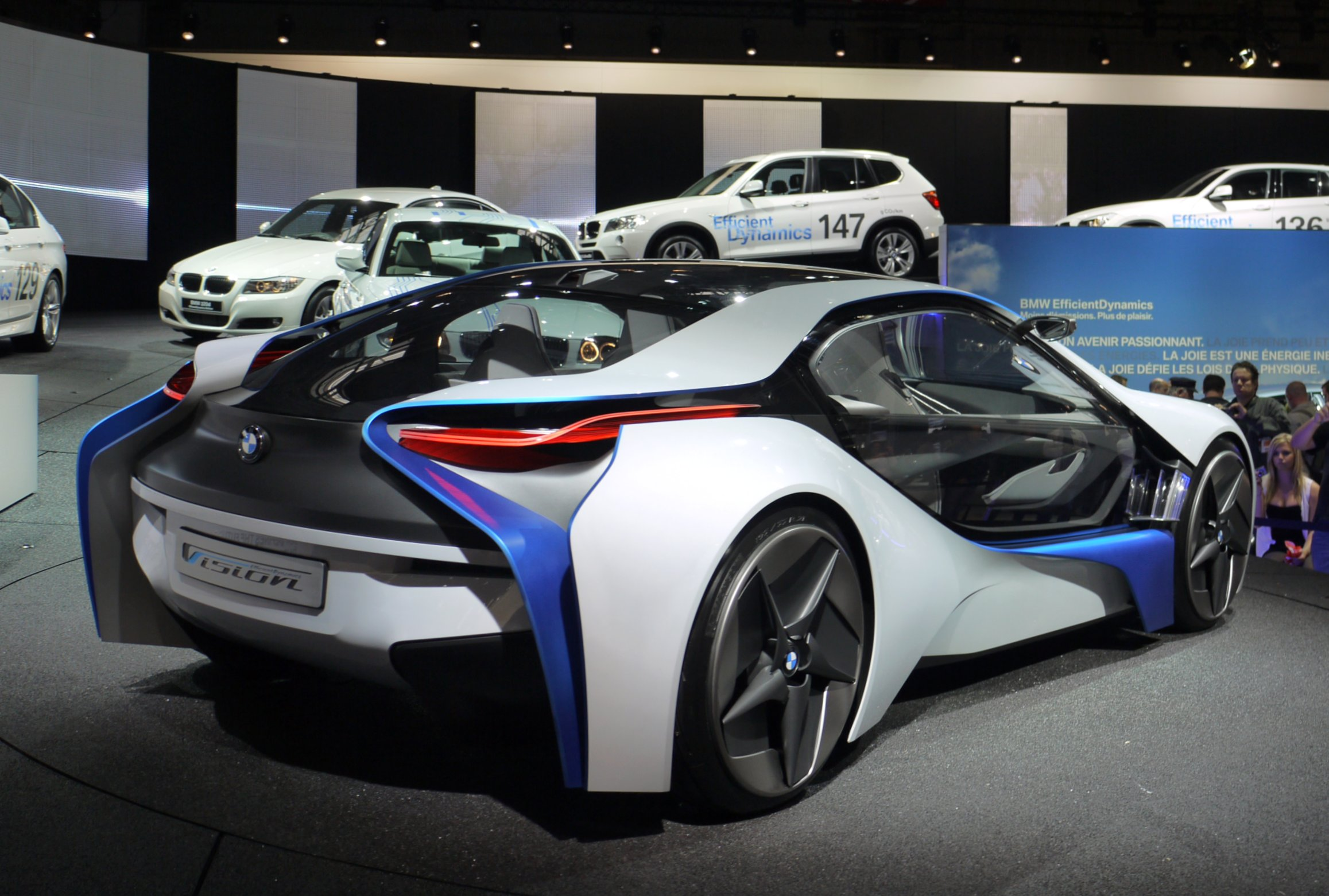

- 2020 : fin de production en juin[2].

## Design
Le design futuriste de ce modèle, du chef designer du programme BMW i Benoit Jacob, est inspiré du design des dreamcars des années 1950, de la Lamborghini Marzal (pour les portières vitrées) et des BMW M1 (1978), BMW Gina (2001), BMW M3 (E90/E92) (2007), concept-car BMW M1 Hommage (2008), BMW Lovos (2009), BMW Vision ConnectedDrive (2011)...

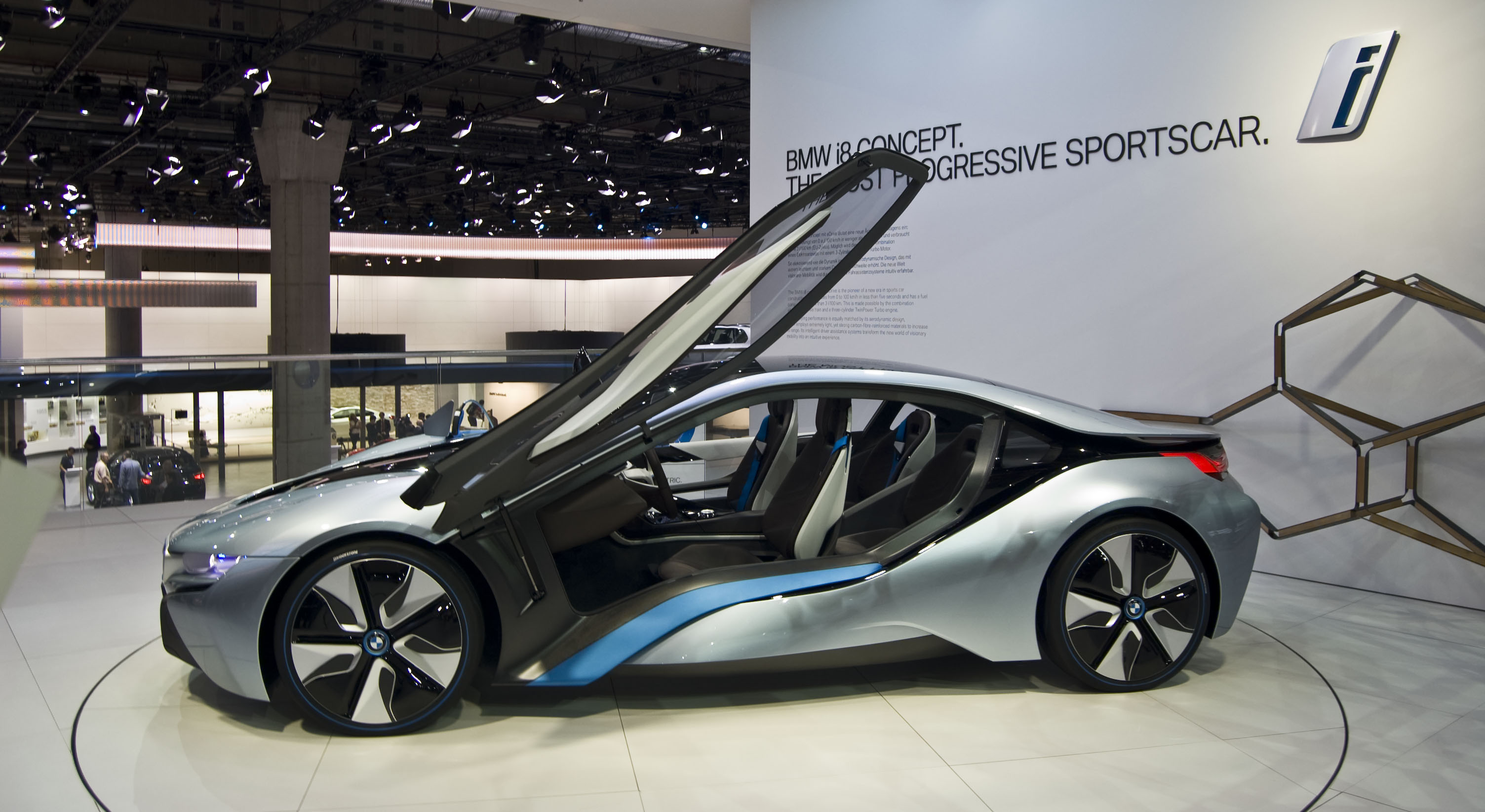
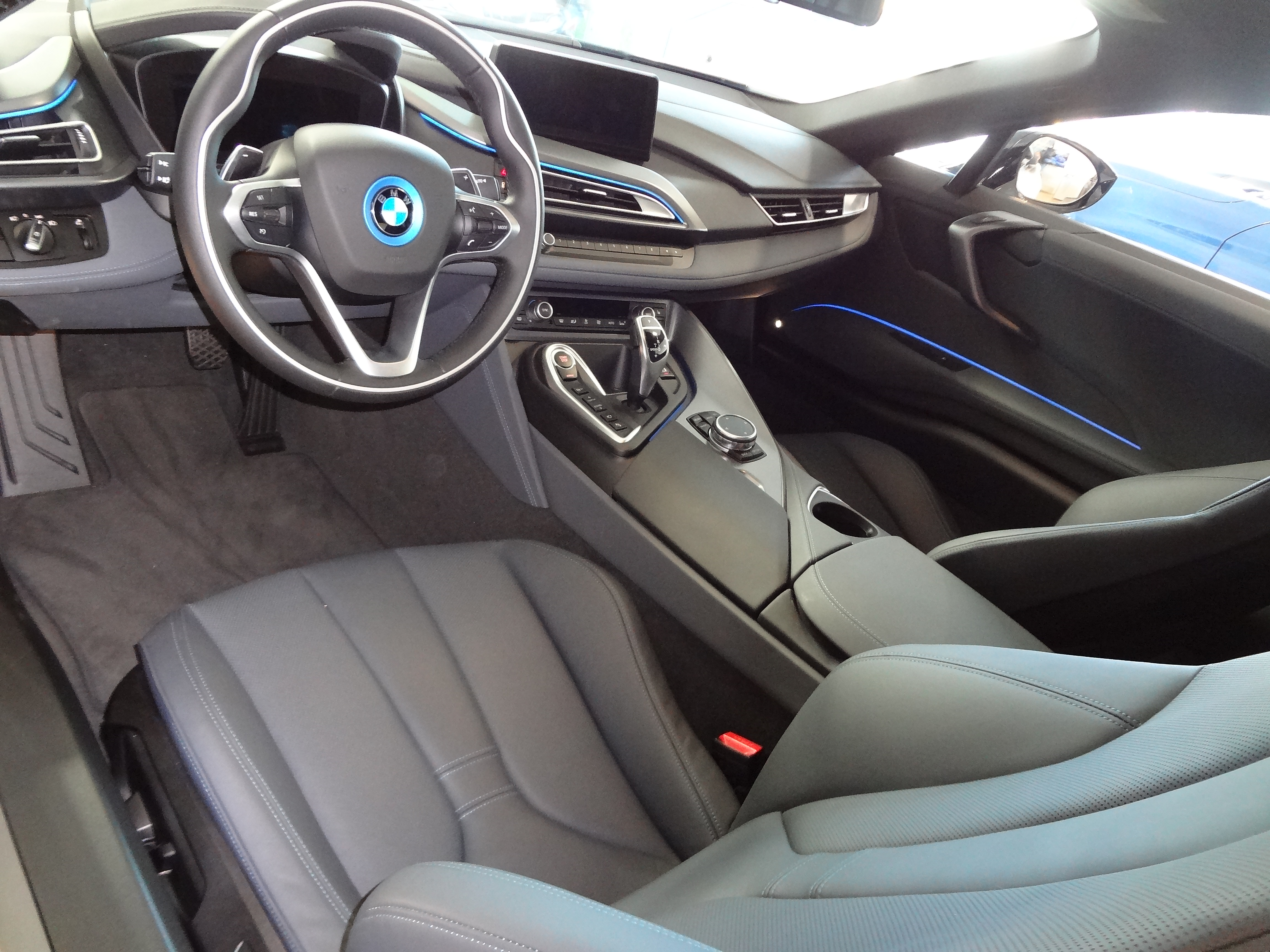
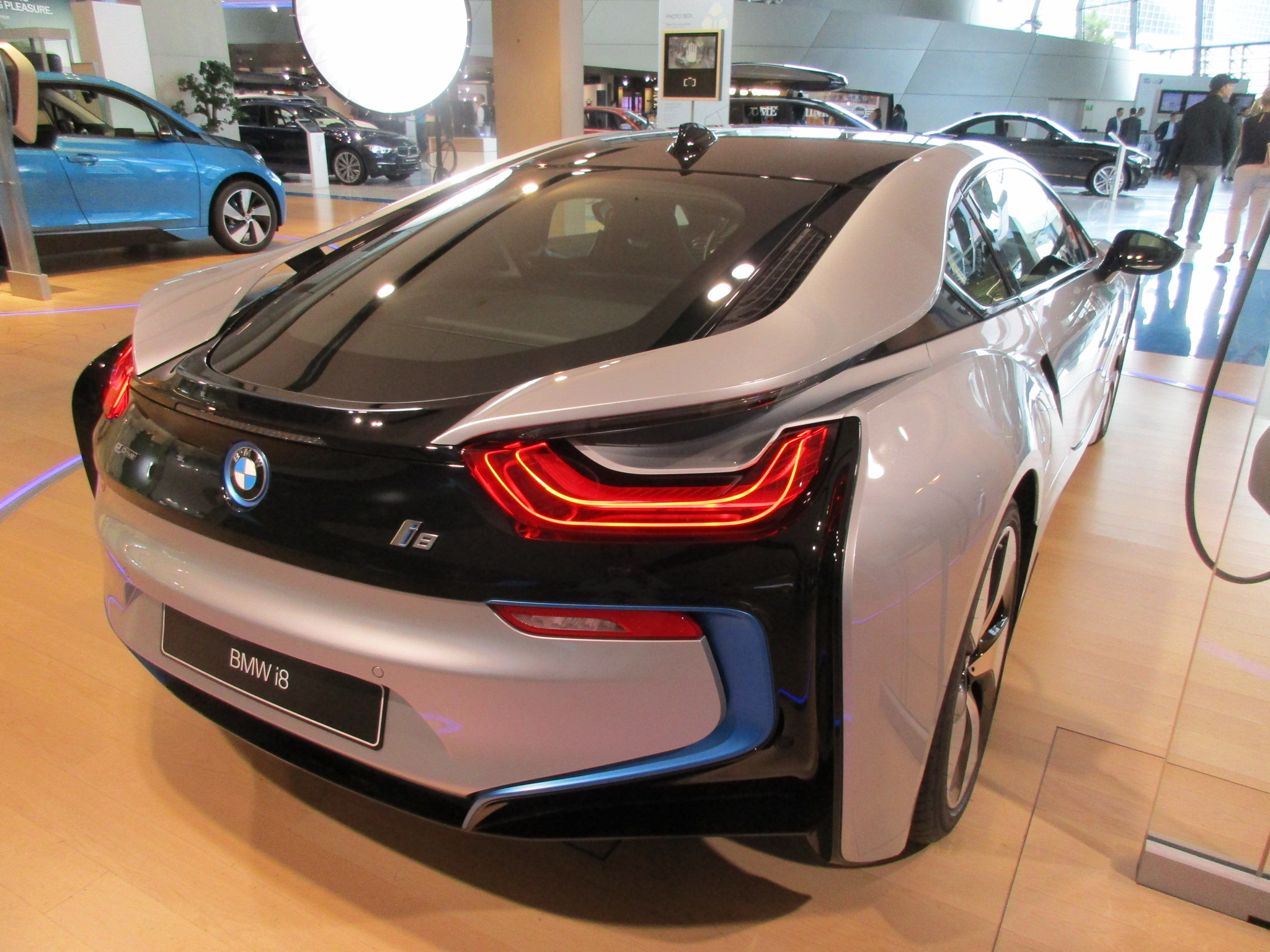

Les nombreuses lamelles caractéristiques du layering comme celles composant les feux arrière canalisent l'air arrivant par les fentes du bouclier avant qui jouent le rôle de flasques aérodynamiques. Cette technique contribue à préserver l'excellente aérodynamique de l'i8 avec un {\displaystyle C_{x}} de 0,26.

## Roadster
Fin 2015, BMW dévoile un concept car « BMW i Vision Future » au Consumer Electronics Show / CES de Las Vegas, qui préfigure une future version roadster de la BMW i8, annoncé par la marque pour 2018,.
L'i8 Roadster est présentée en novembre 2017 au salon de Los Angeles dans une livrée cuivre orange, pour une commercialisation à l'été 2018. Elle reçoit un toit souple et se découvre en 15 secondes. La version Roadster inaugure une mise à jour technique, dont bénéficie aussi le coupé, qui permet au système hybride de passer à 374 ch, grâce à des batteries de plus grande capacité.

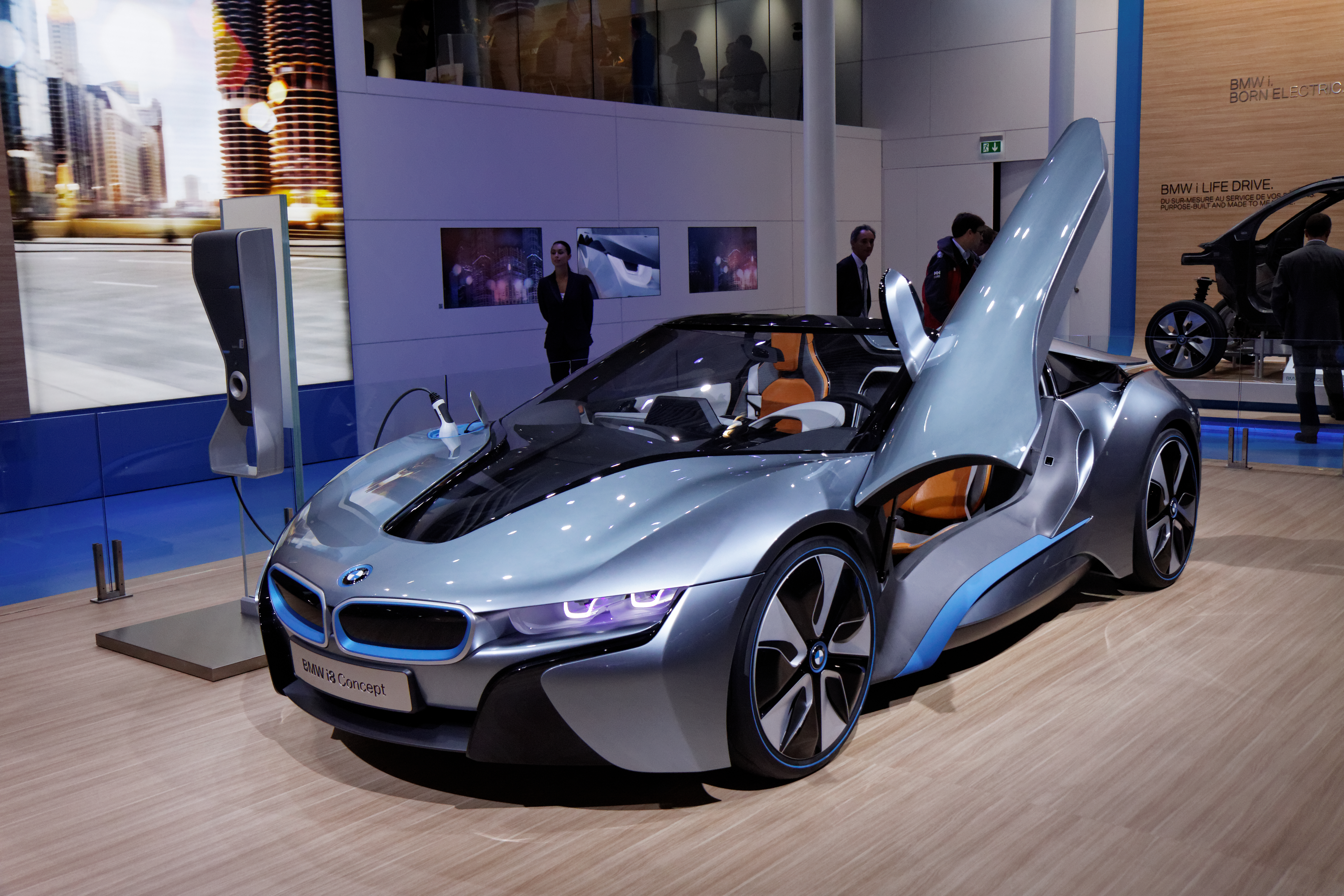
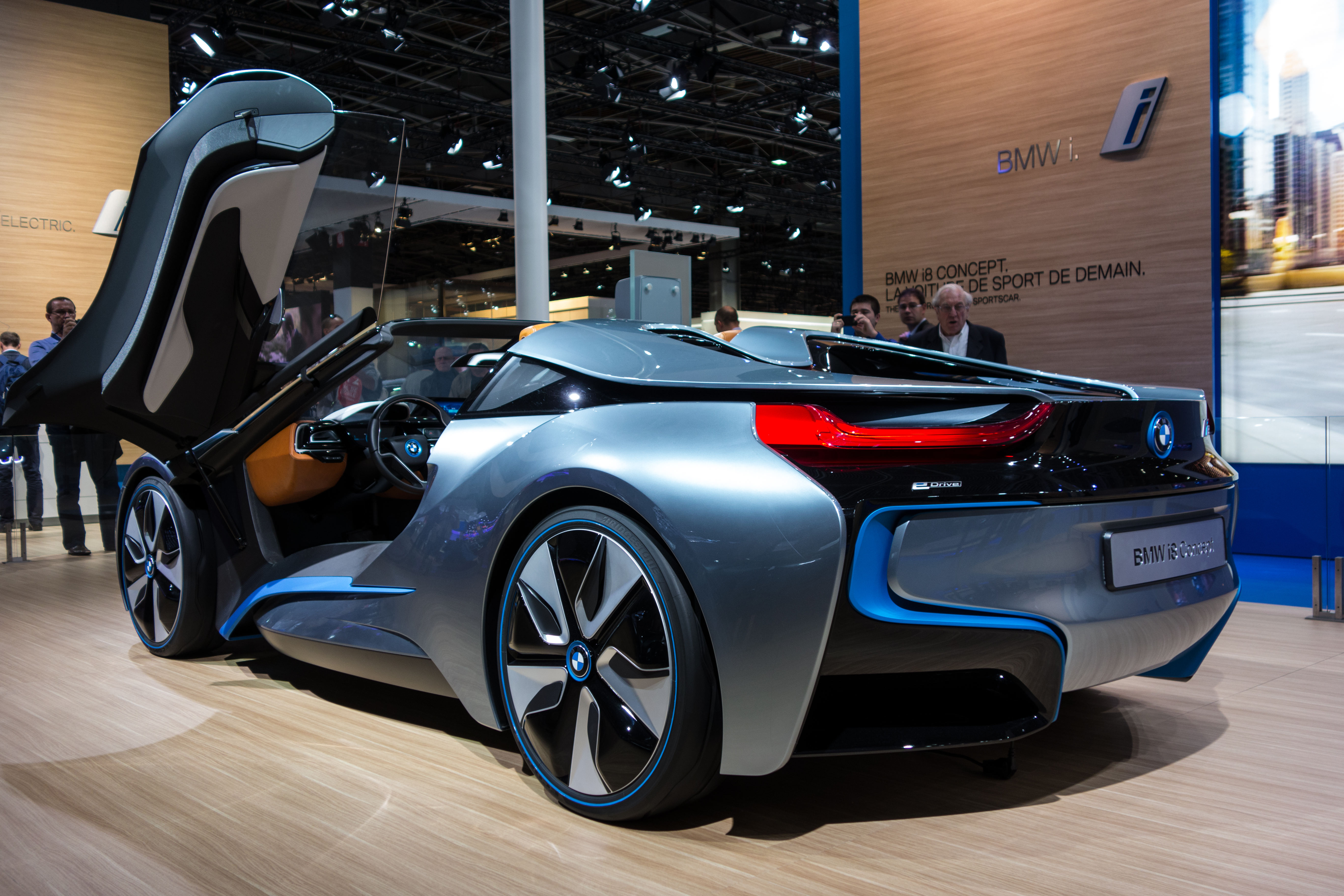
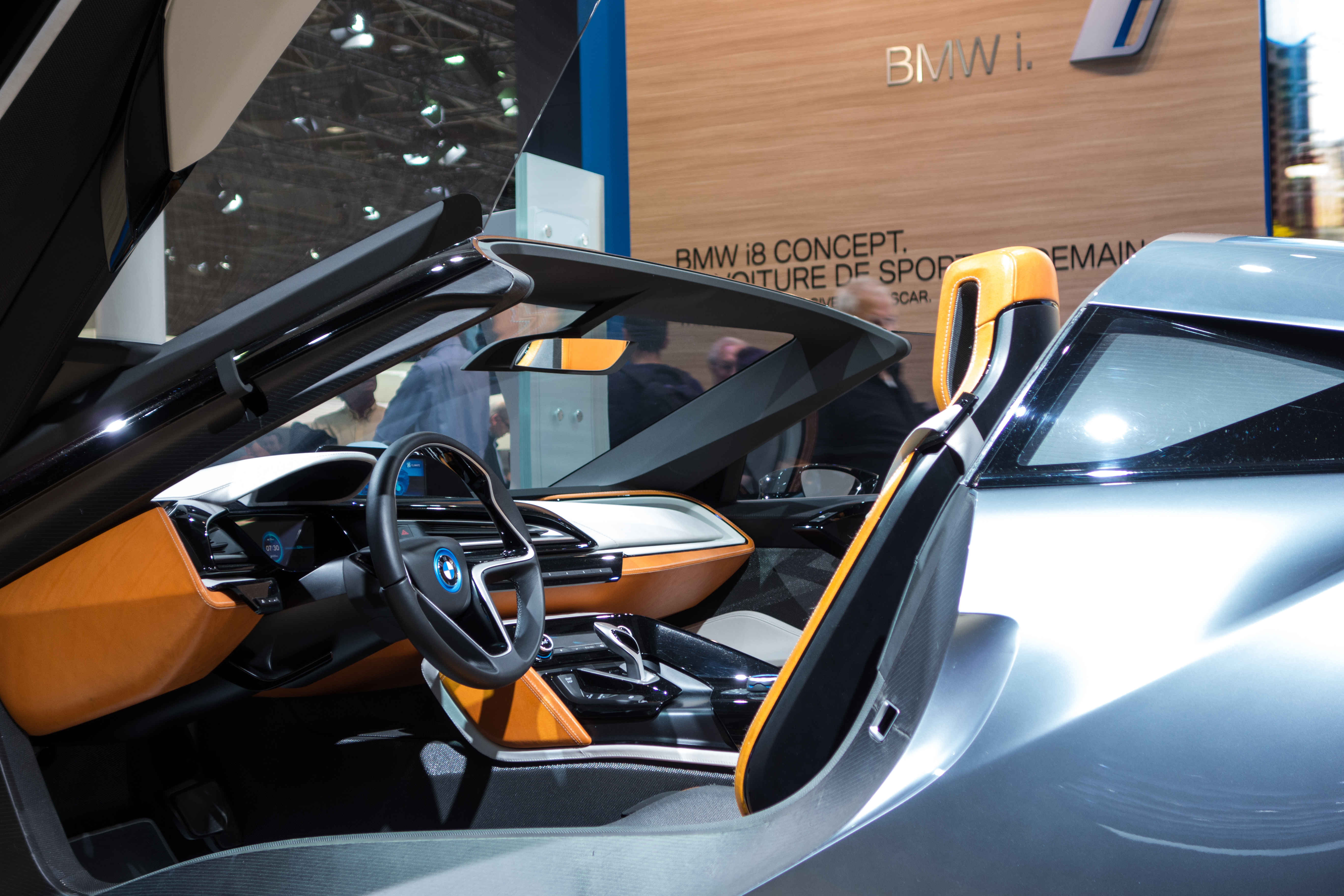
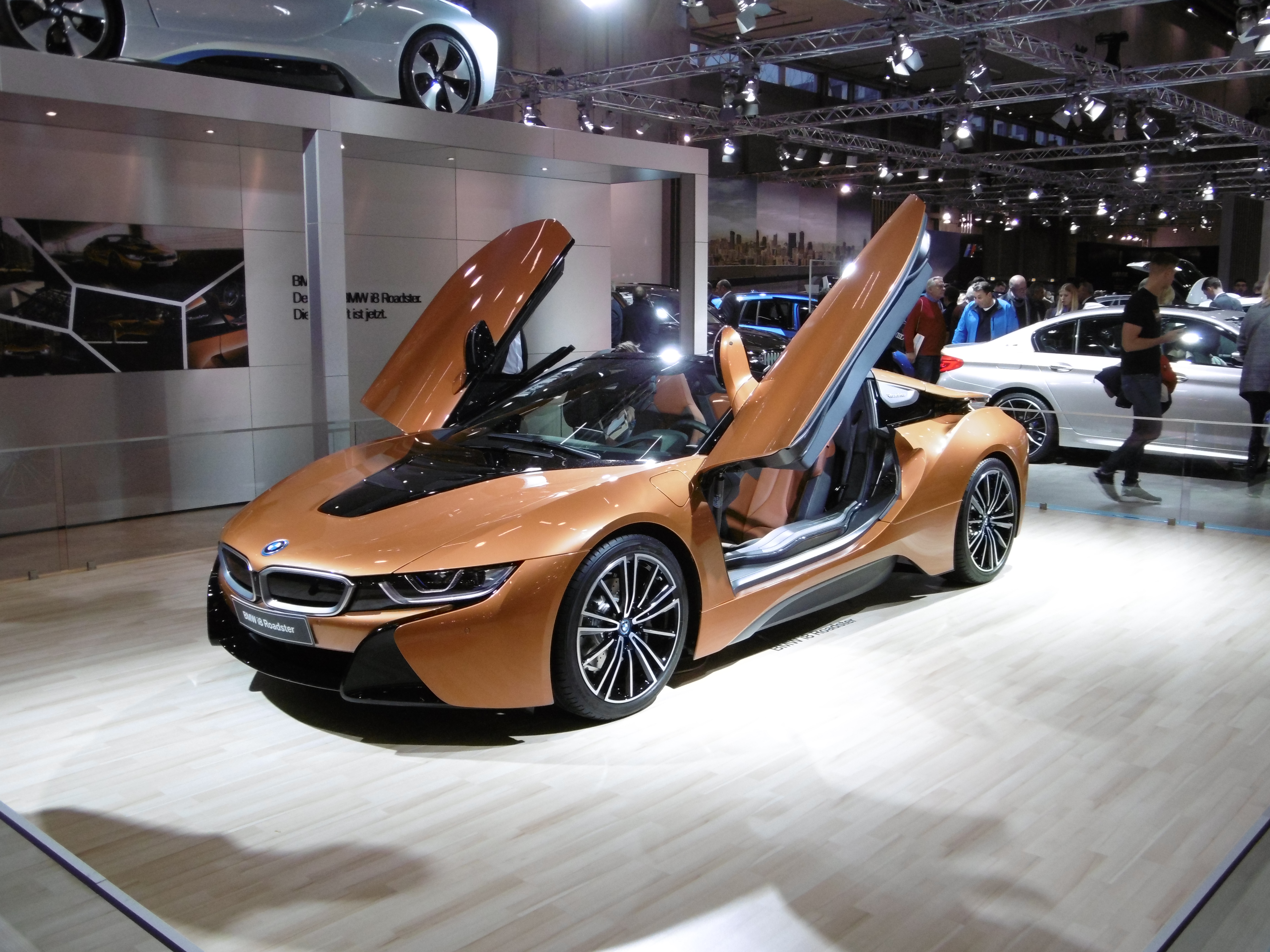
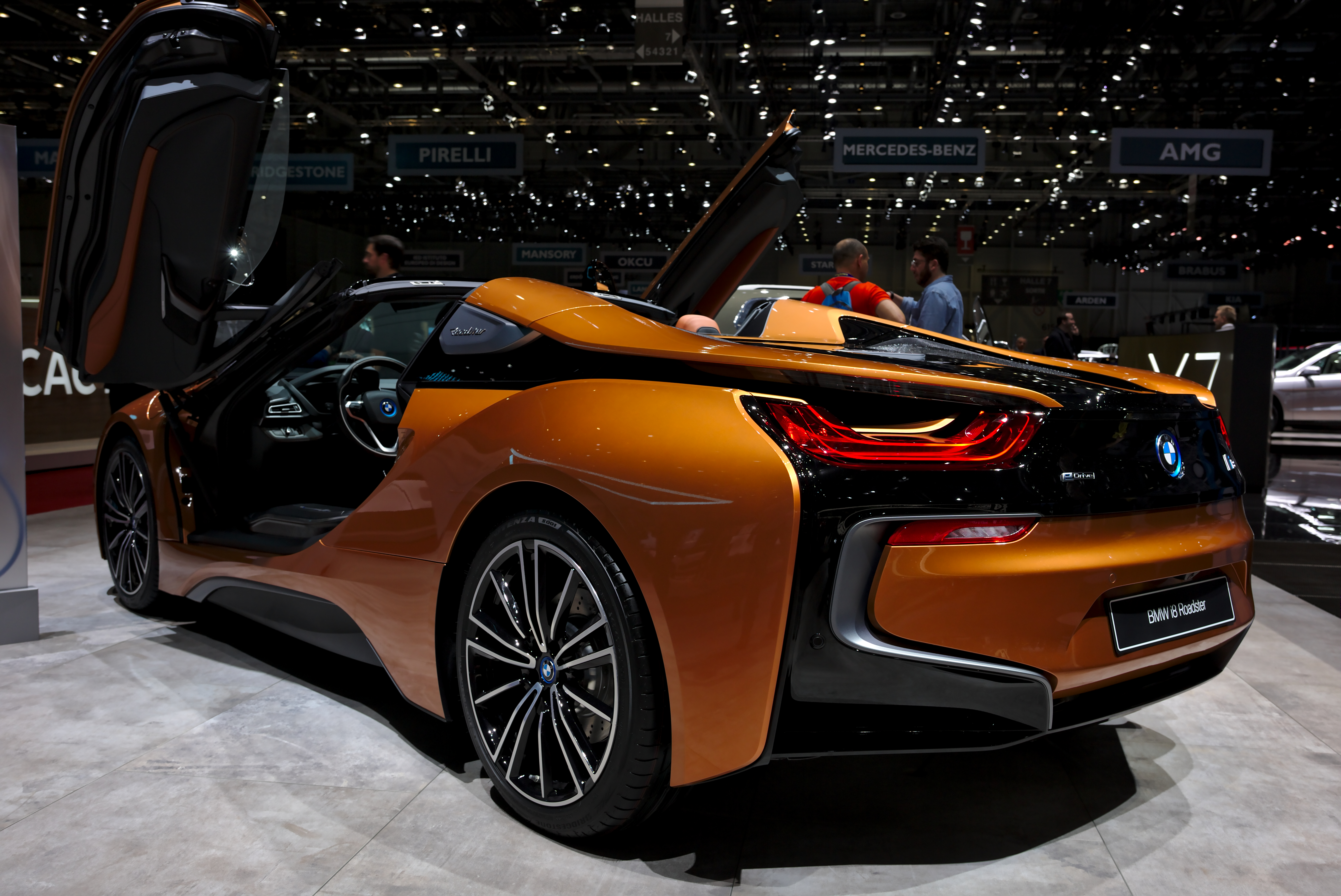

Le Roadster est exposé en juillet 2018 dans le village du Le Mans Classic 2018.

## Châssis et suspensions
La série « i » utilise des cellules d'habitat en PRFC légères et solides. Ce procédé est produit par Moses Lake, puis la coque est envoyée en Allemagne où les différents éléments sont assemblés. Cette technologie permet aussi de développer la version découvrable, sous forme d'un spyder. La répartition des masses est de 49 % à l'avant et de 51 % à l’arrière.

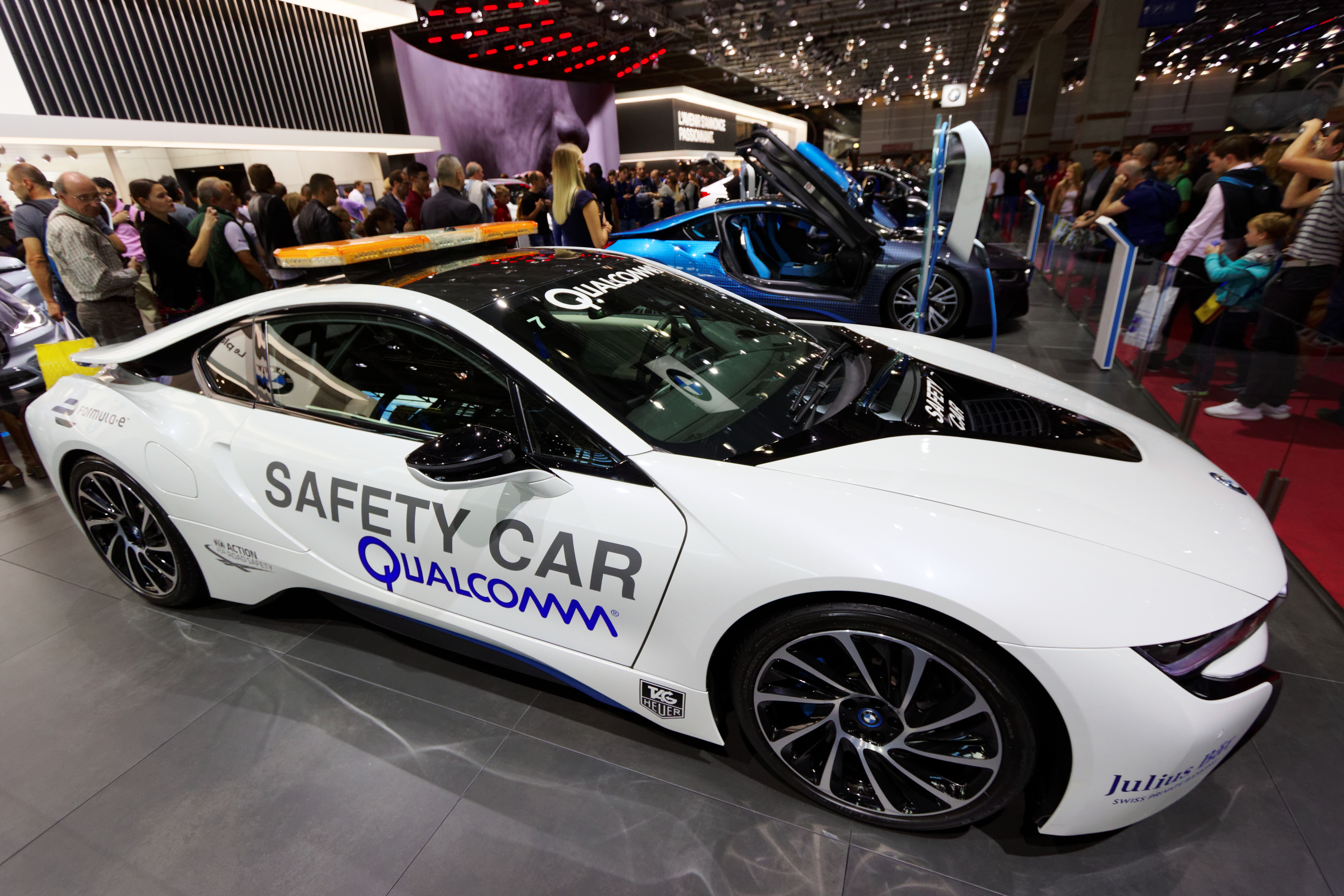
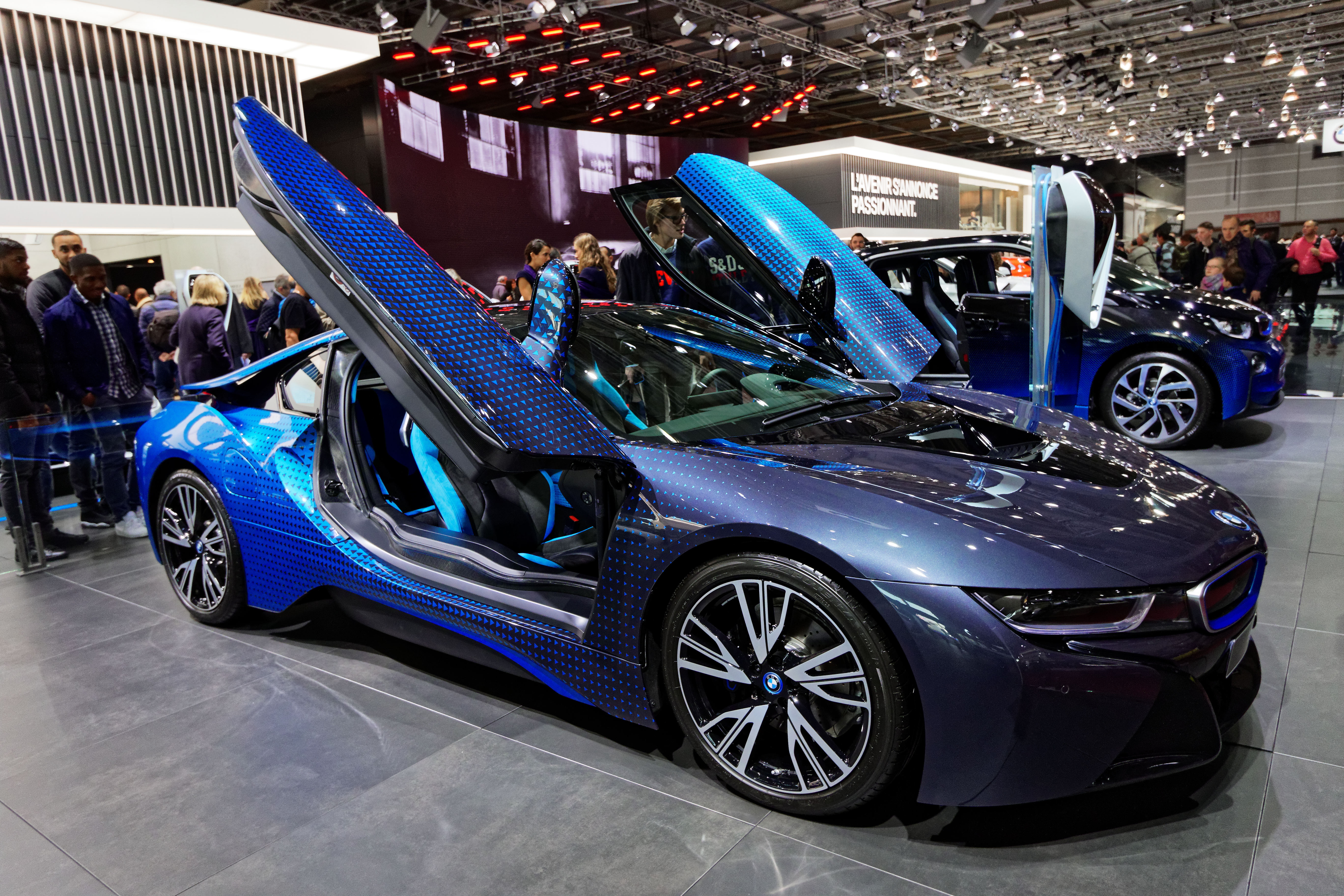
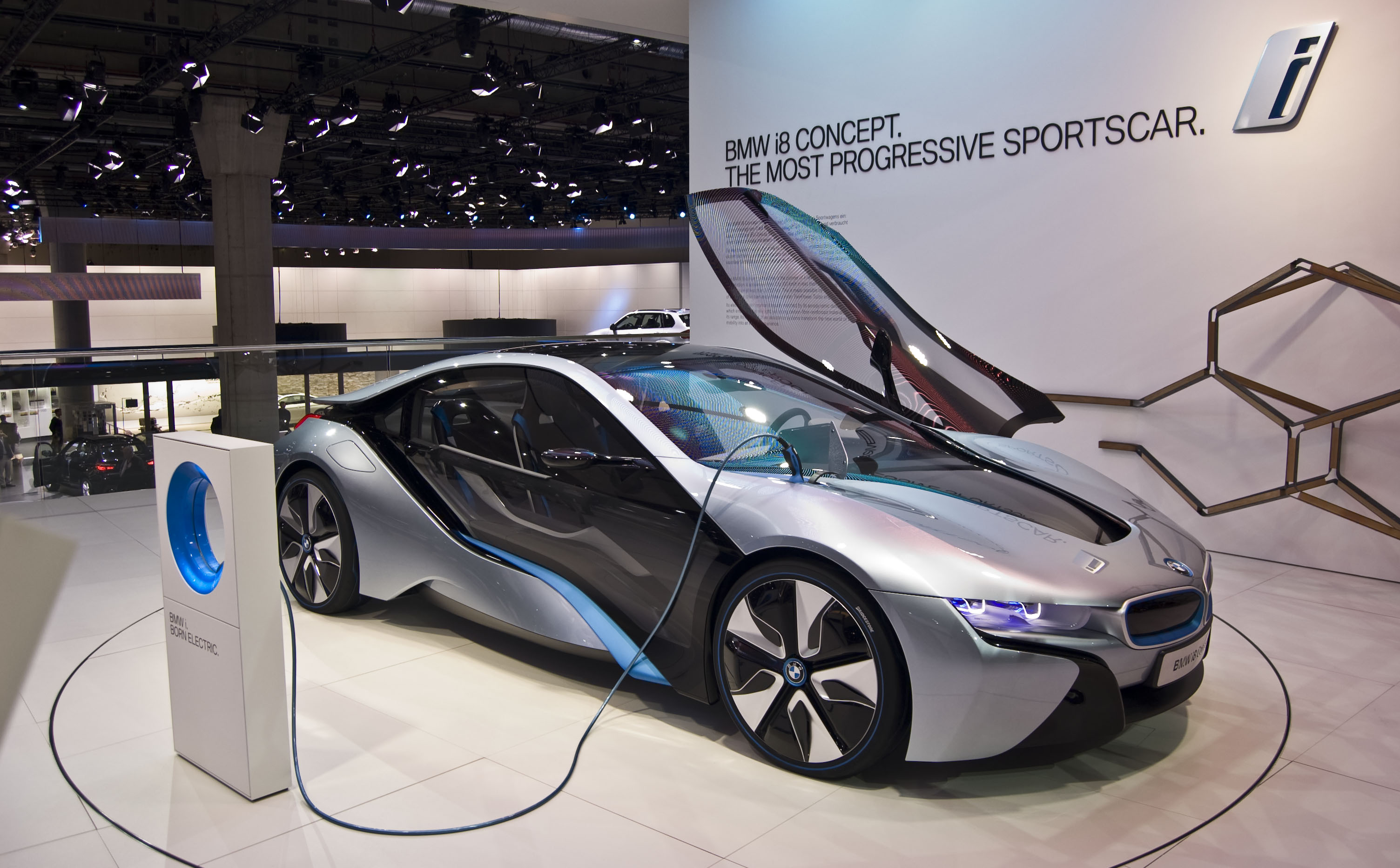
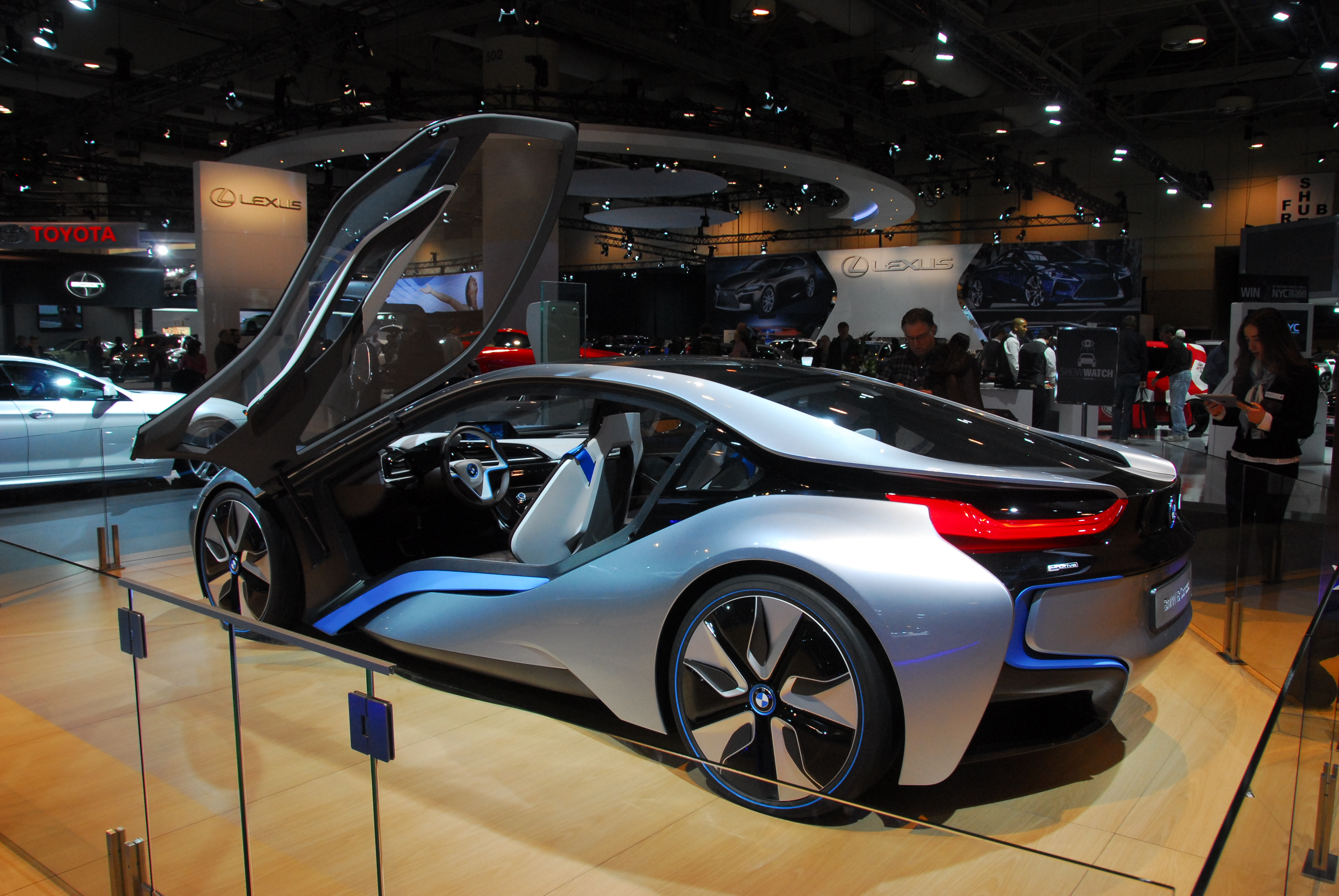
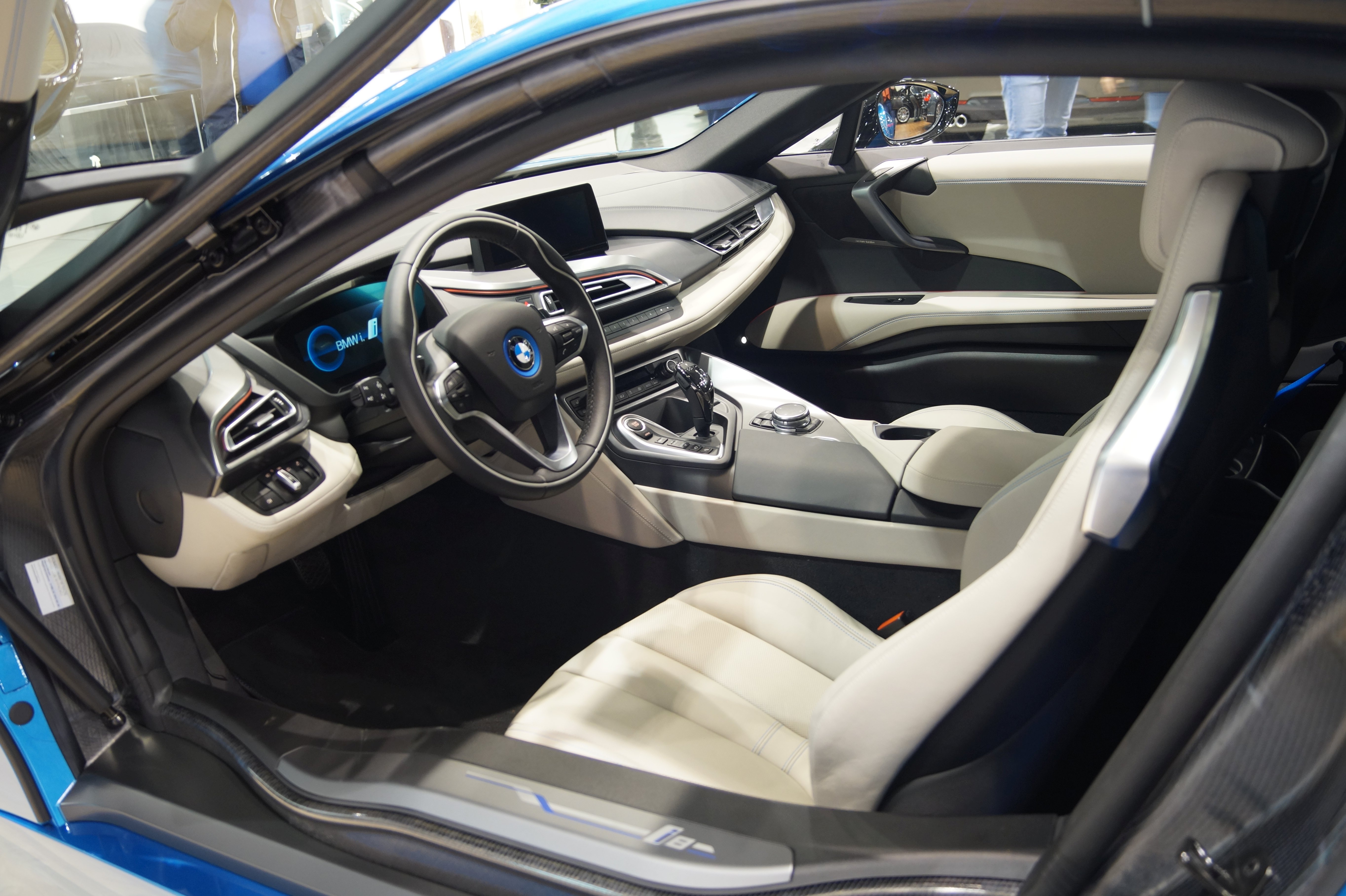

La suspension pilotée possède plusieurs lois d'amortissements (style de conduite) telles que Eco Pro, Confort, Sport.

## Moteur, transmission et batterie
La BMW i8 est motorisée par un moteur essence trois cylindres de 231 ch et de 320 N m, que l'on retrouve « dégonflé » sur la Mini version 2014, et d'un moteur électrique par essieu. L'usage d'un alterno-démarreur de 15 kW aide à gommer le temps de latence lors du démarrage du groupe thermique.
Le groupe électrique à l'avant développe 131 ch et n'entraîne que l'essieu avant, l’arrière est un mélange de thermique et d'électrique grâce à la transmission automatique. À bas régime le moteur thermique est secondé par un moteur électrique de 20 ch.
L'autonomie se situe dans les 600 km, dont 37 km en électrique, avec un réservoir de 30 litres et des batteries Li-Ion de 7,1 kWh sous 355 volts.

### Hybride
| BMW i8                       | i8 Coupé (2014/2017)                      | i8 Coupé (2017/2020)                      | i8 Roadster (2017/2020)                   |
| Moteur                       | 3 cylindres + électrique                  | 3 cylindres + électrique                  | 3 cylindres + électrique                  |
| Cylindrée                    | 1 499 cm3                                 | 1 499 cm3                                 | 1 499 cm3                                 |
| Puissance maximale ch        | 231 (essence) + 131 (électrique) ch = 362 | 231 (essence) + 143 (électrique) ch = 374 | 231 (essence) + 143 (électrique) ch = 374 |
| Couple maximal (N m)         | 570                                       | 570                                       | 570                                       |
| Boîte de vitesses            | BVA 6 (combustion) + BVA 2 (électrique)   | BVA 6 (combustion) + BVA 2 (électrique)   | BVA 6 (combustion) + BVA 2 (électrique)   |
| Vitesse maximale (en km/h)   | 250                                       | 250                                       | 250                                       |
| 0-100 km/h (en s)            | 4,4                                       | 4,4                                       | 4,6                                       |
| Consommation (en L/100 km)   | 2,1                                       | 1,9                                       | 2,1                                       |
| Émissions de CO2 (en g/km)   | 49                                        | 42                                        | 46                                        |
| Capacité batterie (en kWh)   | 7,1                                       | 11,6                                      | 11,6                                      |
| Capacité du réservoir (en L) | 30 (42 en option)                         | 30 (42 en option)                         | 30 (42 en option)                         |
| Masse à vide (en kg)         | 1 560                                     | 1 610                                     | 1 670                                     |

## Finitions
- Protonic Red Edition
- Protonic Frozen Black Edition
- Protonic Frozen Yellow Edition

### Série limitée
- Ultimate Sophisto Edition

## Intérieur
Ce modèle est positionné comme sportive 2+2 mais malgré la chasse aux masses superflues l'intérieur est luxueux, arborant cuir tanné et plastiques haut de gamme.

## Mirrorless
BMW présente une i8 Mirrorless au CES 2016 de Las Vegas, qui se reconnaît avec ses trois caméras qui retranscrivent une unique image sur un écran à la place des rétroviseurs.